# Nieuwe Koerswijk
De Nieuwe Koerswijk is een uitbreidingswijk in de West-Vlaamse stad Oostende. De wijk sluit organisch aan bij de bebouwing van Mariakerke, maar formeel behoort ze sedert 1899 tot de gemeente, later deelgemeente, Stene. Anno 2020 behoort ze tot de Oostendse wijk Mariakerke - Nieuwe Koers.

## Geschiedenis
De wijk is vernoemd naar de Nieuwe Oefenrenbaan, welke evenals het noordelijk deel van de wijk in de jaren '20 van de 20e eeuw werd aangelegd. Deze renbaan was verbonden aan de eveneens nabijgelegen Wellingtonrenbaan. De eerste straten werden vernoemd naar Belgische plaatsen waar paardenraces werden gehouden, en naar beroemde paarden.
In de wijk kwamen vooral villa's. In de jaren '50 van de 20e eeuw werd de wijk naar het zuiden toe uitgebreid met gewone woonhuizen, en vanaf de jaren '80 kwamen er ook appartementsgebouwen. In 1967 werd de Nieuwe Koerswijk, met de Sint-Franciscuskerk, een zelfstandige parochie.
1. ↑  Tot welke wijk behoort mijn straat?. Stad Oostende. Geraadpleegd op 1 augustus 2022.